# Boussay, Loire-Atlantique
Boussay är en kommun i departementet Loire-Atlantique i regionen Pays de la Loire i nordvästra Frankrike. Kommunen ligger i kantonen Clisson som tillhör arrondissementet Nantes. År 2022 hade Boussay 2 814 invånare.

## Befolkningsutveckling
Antalet invånare i kommunen Boussay
| Referens: INSEE |